# Großhülsberg
Großhülsberg ist ein aus einer alten Hofschaft hervorgegangener Ortsteil der bergischen Großstadt Remscheid in Nordrhein-Westfalen. Ein umfangreiches Gewerbegebiet um den alten Siedlungskern herum wurde nach der Hofschaft benannt.

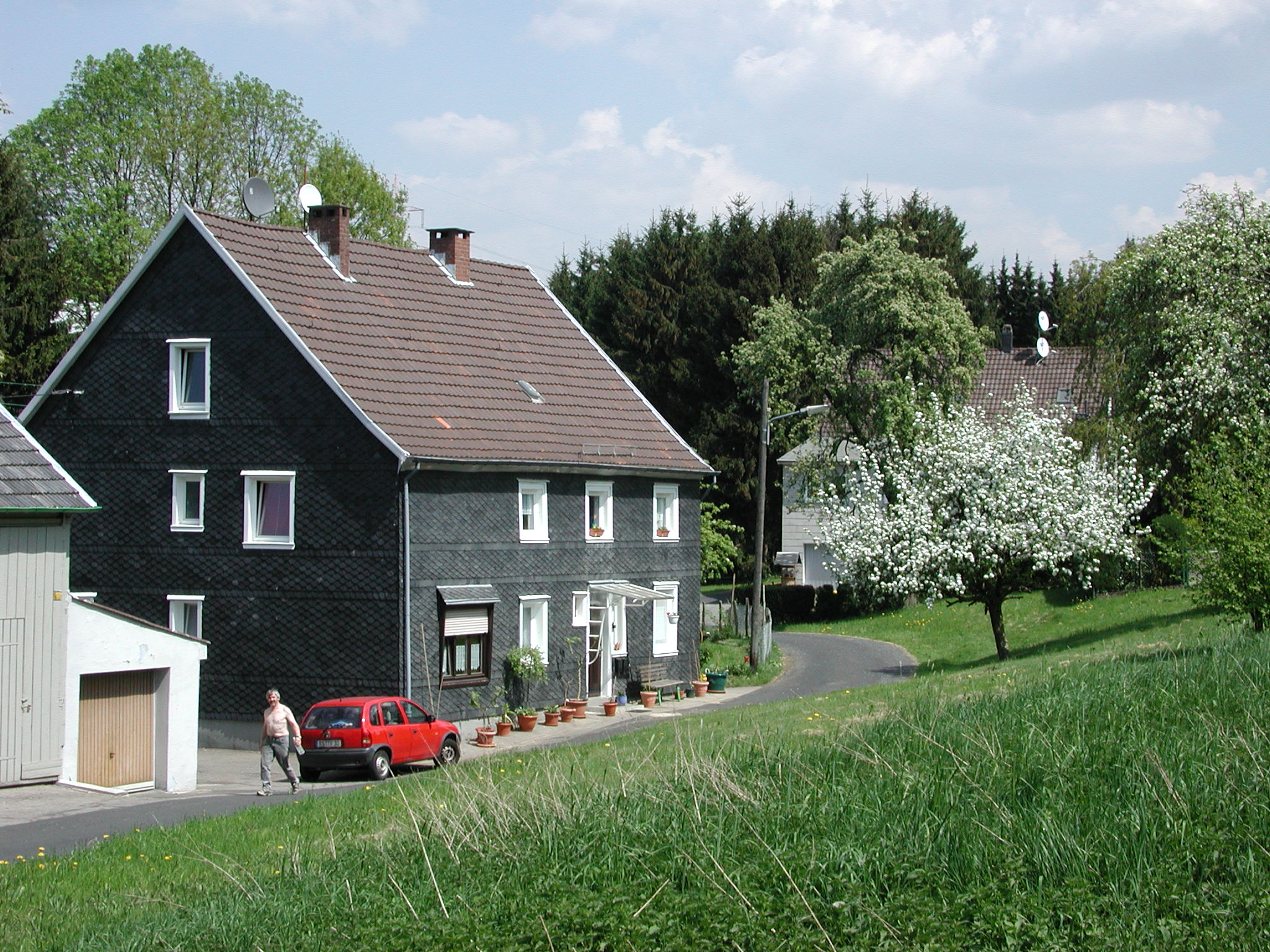
Hof in Großhülsberg

## Lage und Beschreibung
Die Ortschaft liegt im Norden des Stadtbezirks Lüttringhausen zwischen der Mehrfamilienhaussiedlung Klausen und der Stadtgrenze zu Wuppertal-Ronsdorf. Der ursprüngliche Siedlungskern besteht aus lediglich etwa einem halben Dutzend Wohnhäusern, bei denen es sich überwiegend um verschieferte Fachwerkhäuser handelt.
Seit den 1970er Jahren ist um sie herum ein ausgedehntes Gewerbegebiet entstanden, das den gleichen Namen trägt. Bei der Ortschaft entspringt einer der Quellbäche des Klausener Bachs, einem linken Zufluss des Leyerbachs, der wiederum in den Morsbach mündet. Nördlich umkreist die Bahnstrecke Wuppertal-Oberbarmen–Opladen in einem langgezogenen Bogen das Gewerbegebiet halb, östlich verlaufen die Landesstraße L58 (ehemals Bundesstraße 51) und die Bundesautobahn 1.

## Geschichte
Im Jahre 1471 wird in abweichender Schreibweise erstmals ein Hülsberg genannt. Die Hofschaft gehörte in der frühen Neuzeit zur Honschaft Erbschlö im bergischen Amt Beyenburg. Bis zum 18. Jahrhundert spliss ein Tochterhof ab, denn es werden um 1710 die beiden Siedlungen auf Hulßberg mit 3 Häusern und  Hillgers Hulßberg mit 4 Wohnhäusern erwähnt. Der Name entstand, weil hier ehemals sehr viele Hülsen (Hülsdorn) wuchsen.
In der Topographia Ducatus Montani von Erich Philipp Ploennies aus dem Jahre 1715 sind ein B.Hülsberg (Großhülsberg) und ein H.Hülsberg (offenbar Hillgers Hülsberg = Kleinhülsberg) eingezeichnet. Die ehemalige Ortslage Kleinhülsberg, die ein paar hundert Meter südlich jenseits des Klausener Bachs lag, besteht seit den 1960er Jahren nicht mehr und wurde von Mehrfamilienhäusern der Siedlung Klausen überbaut.

## Gewerbe
Das direkt angrenzende Gewerbegebiet Großhülsberg wurde ohne erhebliche Einschränkungen für die alte Hofschaft geschickt angelegt. Auf 54 ha bestehen (2017) insgesamt 90 Firmen, bei denen nur in wenigen Wohnraum angelegt ist. Seit dem Jahr 2017 wurde die industriewirtschaftliche Fläche im Rahmen des bundesgeförderten Projekts "Grün statt grau" zusammen mit Industrieflächen in Marl und Frankfurt in nachhaltige Planungen einbezogen. "Gewerbegebiete im Wandel" lautet hier das Motto und die Mehrzahl der dortigen Unternehmer steht dem Forschungsprojekt in Zusammenarbeit mit Universitäten positiv gegenüber, weil die Verantwortlichen manche Verbesserungen für Betriebe und Mitarbeiter erwarten. "Nachhaltigkeit als Erfolgsfaktor im Unternehmen" wird jetzt angestrebt.